# Stubičke Toplice
Stubičke Toplice est un village et une municipalité située dans le comitat de Krapina-Zagorje, en Croatie. Au recensement de 2001, la municipalité comptait 2 752 habitants, dont 97,89 % de Croates et le village seul comptait 1 788 habitants.

## Histoire

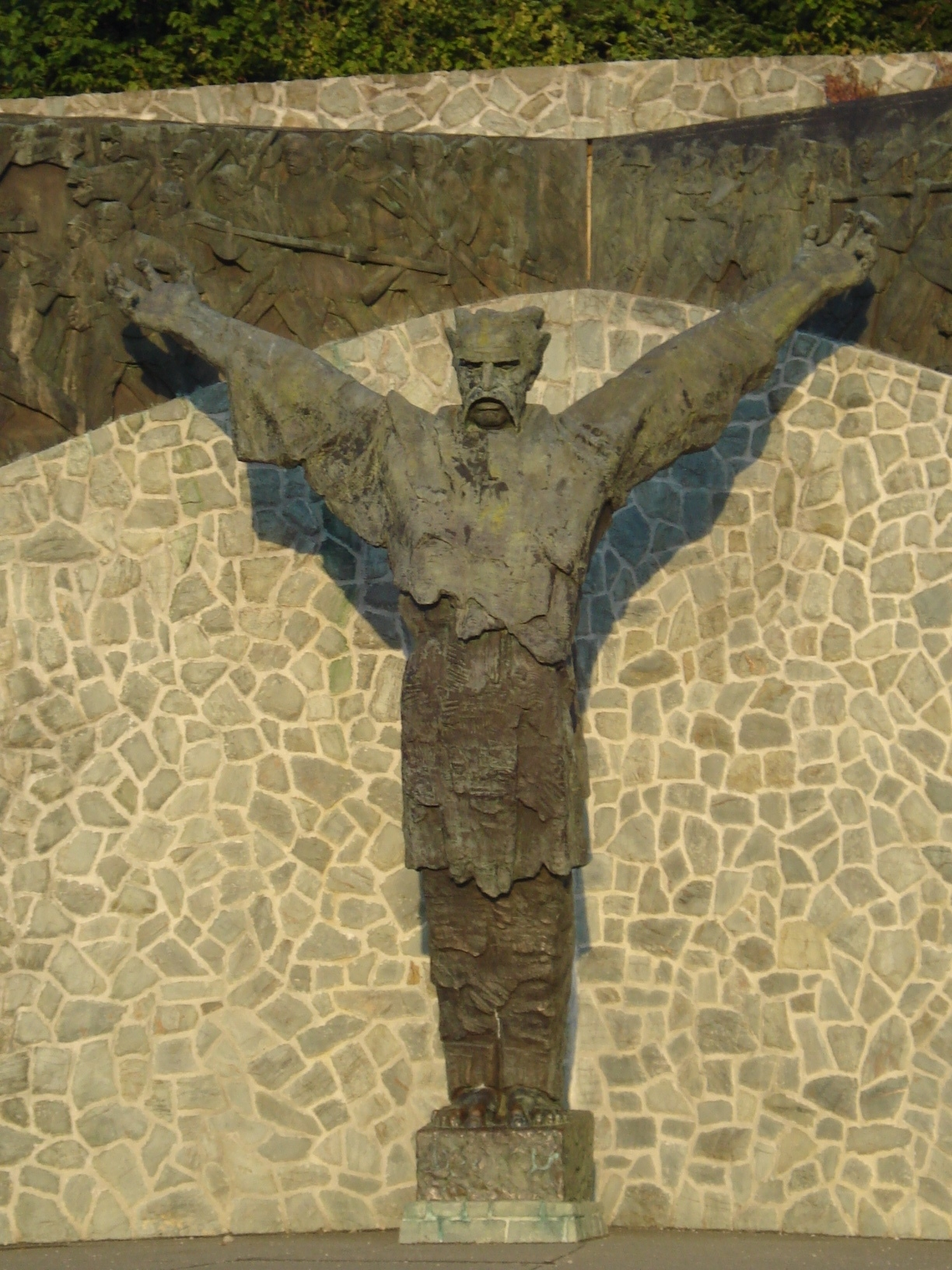
Matija Gubec par Antun Augustinčić

En 1572-1573, depuis Stubičke Toplice, se déroule une jacquerie, menée par Matija Gubec, commémorée par un monument du sculpteur Antun Augustinčić à Gornja Stubica, en hommage à Petrica Kerempuh (en), personnage littéraire équivalent de Till l'Espiègle.

## Localités
La municipalité de Stubičke Toplice compte 4 localités :
- Pila
- Sljeme
- Strmec Stubički
- Stubičke Toplice